# Бабушкино (Вологодская область)
Бабушкино — деревня в Чагодощенском районе Вологодской области.
Входит в состав Лукинского сельского поселения, с точки зрения административно-территориального деления — в Лукинский сельсовет.
Расстояние по автодороге до районного центра Чагоды — 44,5 км, до центра муниципального образования деревни Анишино — 3,5 км. Ближайшие населённые пункты — Григорьево, Красная Горка, Русино.
По переписи 2002 года население — 31 человек (13 мужчин, 18 женщин). Преобладающая национальность — русские (94 %).